# Падерінська сільська рада
Паде́рінська сільська рада (рос. Падеринский сельский совет) — сільське поселення у складі Кетовського району Курганської області Росії.
Адміністративний центр — село Падерінське.
Населення сільського поселення становить 1456 осіб (2017; 1324 у 2010, 1229 у 2002).

## Склад
До складу сільського поселення входять:
| Населений пункт          | Населення, осіб (2002) | Населення, осіб (2010) |
| ------------------------ | ---------------------- | ---------------------- |
| Борки, присілок          | 79                     | 82                     |
| Галкино 2-е, присілок    | 18                     | 25                     |
| Костоусово, присілок     | 18                     | 45                     |
| Нове Лушніково, присілок | 253                    | 269                    |
| Падерінське, село        | 861                    | 903                    |